# Плехотиці
Плехотиці (словац. Plechotice) — село в окрузі Требішов Кошицького краю Словаччини. Площа села 12,94 км². Станом на 31 грудня 2016 року в селі проживало 784 жителі.

## Географія
Протікають Мочярний потік і канал Дреньовець.

## Історія
Перші згадки про село датуються 1332 роком.

## Населення
| Рік:            | 1994. | 2004.   | 2014.   | 2024.   |
| --------------- | ----- | ------- | ------- | ------- |
| Кількість осіб: | 752   | 781     | 788     | 727     |
| Різниця:        |       | +3,85 % | +0,89 % | -7,74 % |

| Рік:            | 2023. | 2024.   |
| --------------- | ----- | ------- |
| Кількість осіб: | 728   | 727     |
| Різниця:        |       | -0,13 % |